# Näshulta landskommun
Näshulta landskommun var en tidigare kommun i Södermanlands län.

## Administrativ historik
Kommunen inrättades i Näshulta socken i Österrekarne härad i Södermanland när 1862 års kommunalförordningar började gälla den 1 januari 1863.
Vid kommunreformen 1952 uppgick den i storkommunen Husby-Rekarne landskommun som upplöstes med utgången av år 1970, då området tillfördes Eskilstuna kommun.

## Kommunvapen
Blasonering: Sköld: kluven av blått, vari ett ax av guld, och guld, vari en röd bjälke åtföljd ovanför av en på en gren stående, röd tupp med blå beväring, därest dylik skall komma till användning, och hållande en röd rosenkvist i den högra foten, undertill av ett rött hjärta.
Vapnet syftar dels på Rekarnebygden (axet) och dels på två adelsätter och deras gods. Rosenhane på Haneberg (tuppen) och Kurck på Hedensö (bjälken och hjärtat). Det fastställdes av Kungl. Maj:t den 25 februari 1946 och upphörde 1952.